# Cyprinus
Cyprinus (crapii) este un gen de pești dulcicoli din familia ciprinidelor. Majoritatea speciilor trăiesc în sudul Chinei și Asia de Sud-Est. O excepție este crapul comun (Cyprinus carpio), care are un areal natural, format din două părți: ponto-azovo-caspic și Orientul Îndepărtat. El a fost introdus în apele din America de Nord, Australia, Africa și Eurasia în afara arealului lui natural, și se crește artificial; s-au selecționat rase care se cresc în heleșteie și iazuri.

## Etimologie
Numele de Cyprinus provine greaca Kyprinos = crap; acest nume se trage dela Kypris, un alt nume dat zeiței Afrodita, și apoi crapului, din cauza fertilității lui mari.

## Descriere
Peștii din genul Cyprinus au corpul destul de îndesat, mai mult sau mai puțin dezvoltat în înălțime. Corpul este acoperit cu solzi mari cicloizi. Gura terminală sau subterminală, relativ mică. Pe maxilarul superior există două perechi de mustăți scurte. Dinții faringieni molariformi, conformați pentru masticat, sunt dispuși în 3 rânduri după formula 1.1.3—3.1.1 (rar 1.2.3—3.2.1), având o coroană plată cu șanțuri. Înotătoarea dorsală cu baza lungă, de cel puțin de două ori mai mare decât înotătoarea anală; ea are 3-4 radii simple, neramificate urmate de 11-12 radii ramificate (formula III-IV 11-12); prima radie simplă este osoasă, spiniformă și zimțuită posterior. Înotătoarea anală scurtă, cu 5-6 radii ramificate; prima radie simplă este osoasă, spiniformă și zimțuită posterior. Coada bilobată, cu lobi mai mult sau mai puțin rotunjiți. Linia laterală completă situată pe mijlocul corpului.
Genul Cyprinus apare în documentația paleontologică începând cu miocenul. 
În România și Republica Moldova, trăiește o singură specie cu mai multe rase de cultură - crapul comun sau crapul european (Cyprinus carpio).

## Specii
Genul Cyprinus conține 23 de specii, dintre care una fosilă  : 
- Cyprinus acutidorsalis Y. H. Wang, 1979
- Cyprinus barbatus H. L. Chen & H. Q. Huang, 1977
- Cyprinus carpio Linnaeus, 1758
  - Cyprinus carpio carpio Linnaeus, 1758
  - Cyprinus carpio haematopterus E. von Martens, 1876
- Cyprinus centralus H. D. Nguyễn & Đ. Y. Mai, 1994
- Cyprinus chilia H. W. Wu, G. R. Yang & H. J. Huang, 1963
- Cyprinus dai (V. H. Nguyễn & L. H. Doan, 1969)
- Cyprinus daliensis H. L. Chen & M. Q. Huang, 1977
- Cyprinus exophthalmus Đ. Y. Mai, 1978
- Cyprinus fuxianensis Yang et al., 1977
- Cyprinus hyperdorsalis V. H. Nguyễn, 1991
- Cyprinus ilishaestomus H. L. Chen & H. Q. Huang, 1977
- Cyprinus intha Annandale, 1918
- Cyprinus longipectoralis H. L. Chen & H. Q. Huang, 1977
- Cyprinus longzhouensis Y. J. Yang & H. C. Hwang, 1977
- Cyprinus megalophthalmus H. W. Wu, G. R. Yang, P. Q. Yue & H. J. Huang, 1963
- Cyprinus micristius Regan, 1906
- Cyprinus multitaeniata Pellegrin & Chevey, 1936
- Cyprinus pellegrini T. L. Tchang, 1933
- Cyprinus qionghaiensis Chen-Han Liu, 1981
- Cyprinus quidatensis T. T. Nguyen, V. T. Le, T. B. Le & X. K. Nguyễn, 1999
- Cyprinus rubrofuscus Lacépède, 1803
- †Cyprinus yilongensis Yang et al., 1977
- Cyprinus yunnanensis T. L. Tchang, 1933

### Specii fosile
- †Cyprinus priscus von Meyer (Specie fosilă din miocen Germania).